# Denis Geraads
Denis Geraads (* 27. Dezember 1951 in Paris) ist ein französischer Paläoanthropologe und Paläontologe.

## Leben
Geraads erhielt 1974 mit der Arbeit Les Giraffidés du Miocène supérieur de la région de Théssalonique (Grèce) das Diplôme national de doctorat an der Universität Paris IV. Von 1976 bis 1978 war er Assistenzprofessor am Muséum national d’histoire naturelle und 1978 wurde er Vollzeitforscher am Centre national de la recherche scientifique (CNRS), wo er heute als emeritierter Forschungsleiter (Directeur de Recherches émérite) tätig ist. Geraads gilt als Experte für miozäne, pliozäne und pleistozäne Faunen von Hominidenfundorten, hauptsächlich aus dem Mittelmeerraum und Afrika. Seine Ergebnisse wurden in mehr als 200 wissenschaftlichen Artikeln veröffentlicht. Er war an einer Reihe von Forschungsarbeiten beteiligt, die auf Feldarbeit basierten.
Ab 1974 forscht Geraads in Griechenland, wo er mit Louis de Bonis (von der Universität Poitiers) und George D. Koufos (von der Aristoteles-Universität Thessaloniki) zusammenarbeitete und an zahlreichen Feldstudien mitwirkte. Sein Team arbeitete an Fundorten in Nordgriechenland, die eine sehr reiche Säugetierfauna des späten Miozäns aufweisen, darunter die Primaten Ouranopithecus und Graecopithecus.
Ebenfalls ab 1974 befasste sich Geraads erstmals mit der Untersuchung der Faunen der archäologischen Stätten von Melka Kunturé, Äthiopien, wobei er mit mehreren internationalen Teams zusammenarbeitete. Um 1995 begann er mit Untersuchungen und Ausgrabungen im späten Miozän von Ch’orora und sammelte dabei bedeutende Fossilien von Nagetieren und anderen Säugetieren. Ab demselben Jahr arbeitete er mit Zeresenay Alemseged in den Fundorten Asbole und Dikika zusammen, direkt in der Nähe des Afar-Dreiecks, von wo das Australopithecus-Skelett Lucy stammt. Neben einer reichhaltigen Säugetierfauna entdeckte Alemsegeds Team das Skelett eines Australopithecus-Babys, das den Spitznamen Selam erhielt, und die frühesten bekannten Hominiden-Schnittspuren. Seit 2012 untersucht Geraads’ Team etwas weiter nördlich im Mille-Logya-Gebiet Aufschlüsse aus dem späten Pliozän.
1979 arbeitete Geraads erstmals in Marokko. 1989 wurde er Mitarbeiter beim Programme Casablanca, einem langfristigen, multidisziplinären Kooperationsprojekt des Institut national des sciences de l'archéologie et du patrimoine (INSAP), das darauf abzielt, die Paläoumwelt der Atlantikküste während der letzten 5 Millionen Jahre zu rekonstruieren, ebenso wie ihre Besiedlung und kulturelle Entwicklung. Im Rahmen dieses Programms war er regelmäßig an den Ausgrabungen mehrerer Stätten beteiligt, darunter in Ahl al Oughlam, der bedeutendsten spätkänozoischen Vertebratenfundstätte Nordafrikas.
1999 begann seine Arbeit in Bulgarien, wo er seitdem regelmäßig mit Nikolai Spassov vom Nationalmuseum für Naturkunde zusammenarbeitet. Die meisten seiner Forschungen konzentrieren sich auf die Ablagerungen des späte Miozäns, die an vielen Stellen, vor allem im Südwesten des Landes, sehr fossilreich sind. 2007 beschrieben Geraads und Spassov die fossile Primatenart Dolichopithecus balcanicus aus dem frühen Pliozän. Im Jahr 2006 entdeckte er in der Fundstelle Azmaka den Zahn eines fossilen Hominiden aus dem Miozän.
Geraads war an mehreren Ausgrabungen in der Türkei beteiligt, die in Zusammenarbeit mit Nuzhet Dalfes (Temel Bilimler Araştırma Enstitüsü, Istanbul), Erksin Gülec (von der Universität Ankara) und Tanyu Kaya (von der Ege Üniversitesi) durchgeführt wurden. Sein Team arbeitete in mehreren verschiedenen Sedimentbecken unterschiedlichen Alters, vom mittleren bis zum späten Miozän, in Çandır und Çankırı nördlich von Ankara, in der Fossillagerstätte Kemiklitepe bei Eşme sowie in Çorlu in dem europäischen Teil der Türkei. An den ersten beiden Fundorten wurden die Primaten Griphopithecus und Ouranopithecus gefunden.
Im Tschad war Geraads an der Untersuchung fossiler Hornträger (Bovidae) beteiligt, die für die paläoökologische Rekonstruktion die wichtigste Gruppe darstellen und auch für die Biochronologie und Biogeographie von entscheidender Bedeutung sind. 2002 war er Co-Autor der Erstbeschreibung über den fossilen Hominiden Sahelanthropus tchadensis.
In Kenia studierte Geraads in den Sammlungen der dortigen Nationalmuseen die Fossilien von Hirschferkeln, Giraffen, Nashörnern und Hornträgern aus dem Miozän, Pliozän und Pleistozän, worüber er zehn wissenschaftliche Artikel veröffentlichte.
Geraads Felderfahrung umfasst daneben mehrere andere Länder, in denen er Untersuchungen oder Ausgrabungen leitete oder an ihnen teilnahm. Dazu zählen Studien über das Pleistozän von Java und Jordanien, das Jungpleistozän von Spanien und Frankreich, das späte Miozän von Tunesien sowie über das Pleistozän von Algerien, Tansania und Dschibuti. Insgesamt resultierten diese verschiedenen Forschungen in der Veröffentlichung von 15 wissenschaftlichen Arbeiten. Darüber hinaus hat er eine Reihe von Studien veröffentlicht, die auf Laborforschung basieren und sich mit vielen fossilen Gruppen befassen, darunter Chalicotherien, Nashörner, Schweine, Giraffen, Hirsche, Hornträger, Fleischfresser und Primaten.

## Erstbeschreibungen von Denis Geraads
- Nyctereutes abdeslami Geraads, 1997
- Hyaenictitherium barbarum Geraads, 1997
- Vulpes hassani Geraads, 2011
- Paraethomys lissasfensis Geraads, 1998
- Gerbillus bibersoni Geraads, 1995
- Ichneumia nims Geraads, 1997
- Turkanatragus marymuunguae Geraads, 2017
- Herpestes abdelalii Geraads, 1997
- Camelus grattardi Geraads, 2014
- Parmularius pachyceras Geraads, 2001
- Ruscinomys africanus Geraads, 1998
- Mus hamidae Geraads, 1994
- Suncus barbarus Geraads, 1995
- Yoshi Spassov & Geraads, 2015
- Turkanatragus Geraads, 2017
- Acinonyx aicha Geraads, 1997
- Protatera davidi Geraads, 1998
- Simatherium shungurense Geraads, 1995
- Serengetilagus raynali Geraads, 1994
- Crocuta dbaa Geraads, 1997
- Mus ique Geraads, 1998
- Crocidura darelbeidae Geraads, 1993
- Tragelaphus algericus Geraads, 1981
- Gazella dracula Geraads, 1981
- Lutra fatimazohrae Geraads, 1997
- Eliomys darelbeidae Geraads, 1994
- Decennatherium macedoniae (Geraads, 1989)
- Kobus barbarus Geraads & Amani, 1998
- Yoshi garevskii Spassov & Geraads, 2015
- Aceratherium kiliasi (Geraads & Koufos, 1990)
- Parmularius atlanticus Geraads & Amani, 1998
- Gazella psolea Geraads & Amani, 1998
- Afrikanokeryx Harris, Solounias & Geraads, 2010
- Pelorovis kaisensis Geraads & Thomasson, 1994
- Vulpes mathisoni Geraads, Drapeau, Bobe & Fleagle, 2013
- Rhinolophus maghrebensis Gunnell, Eiting & Geraads, 2011
- Enhydriodon dikikae Geraads et al., 2011
- Tchadotragus sudrei Geraads et al., 2008
- Aepyceros afarensis Geraads, Melillo & Haile-Selassie, 2009
- Aepyceros datoadeni Geraads, Bobe & Reed, 2012
- Tragelaphus saraitu Geraads, Melillo & Haile-Selassie, 2009
- Kobus korotorensis Geraads, Brunet, Mackaye & Vignaud, 2001
- Enhydriodon aethiopicus Geraads et al., 2004
- Pelagornis mauretanicus Mourer-Chauvire & Geraads, 2008
- Damaliscus strepsiceras Geraads, Eisenmann & Petter, 2004
- Myotis darelbeidensis Gunnell, Eiting & Geraads, 2011
- Kobus tchadensis Geraads, Brunet, Mackaye & Vignaud, 2001
- Saheloryx solidus Geraads et al., 2008
- Miniopterus horaceki Gunnell, Eiting & Geraads, 2011
- Nyctereutes lockwoodi Geraads, Alemseged, Bobe & Reed, 2010
- Jamous Geraads, Blondel, Mackaye, Likius, Vignaud & Brunet, 2009
- Saheloryx Geraads, Blondel, Likius, Mackaye, Vignaud & Brunet, 2008
- Tchadotragus Geraads, Blondel, Likius, Mackaye, Vignaud & Brunet, 2008
- Kobus ammolophi Geraads, Blondel, Mackaye, Likius, Vignaud & Brunet, 2009
- Jamous kolleensis Geraads, Blondel, Mackaye, Likius, Vignaud & Brunet, 2009
- Plioperdix africana Mourer-Chauviré & Geraads, 2010
- Geronticus olsoni Mourer-Chauviré & Geraads, 2010
- Agapornis atlanticus Mourer-Chauviré & Geraads, 2010
- Victoriaceros kenyensis Geraads, McCrossin & Benefit, 2012
- Brachypotherium minor Geraads & Miller, 2013
- Victoriaceros hooijeri Geraads, Lehmann, Peppe & Mcnulty, 2016
- Rusingaceros Geraads, 2010
- Eoazara xerri Geraads & Zouhri, 2021

## Dedikationsnamen
Nach Denis Geraads sind die Arten Saccostomus geraadsi und Helladorcas geraadsi benannt.